# Lee Hoe-taik
Lee Hoe-taik (* 11. Oktober 1946 in Gimpo; auch Hoi-Taek, Hwoi-Taek oder Ho-Taik Lee) ist ein ehemaliger südkoreanischer Fußballspieler und -trainer.

## Karriere
Lee Hoe-taik begann seine Profikarriere 1963 als Stürmer für den FC Tongbuk. 1972 gewann er mit dem FC Hanyang die Universitäts-Meisterschaft. Ein Jahr später wechselte er zum Erstligisten FC Posco, wo er seine erfolgreichste Zeit als Spieler verbrachte. 1974 gewann er mit seiner Mannschaft den südkoreanischen Pokal. Bereits 1965 trug er das Trikot der südkoreanischen Jugendnationalmannschaft. Von 1966 bis 1974 und 1977 spielte er dann für die Nationalelf.
1983 wurde er Trainer seines alten Vereins, dem FC Hanyang, und gewann erneut die Uni-Meisterschaft. 1986 wechselte er als Assistenztrainer zum FC Posco und übernahm bald darauf den Klub schließlich als Cheftrainer. 1987 wurde er mit ihm südkoreanischer Vizemeister und im folgenden Jahr gewann er die Meisterschaft von Südkorea. Am 5. November 1988 wurde er Nationaltrainer von Südkorea, behielt allerdings den Posten des Trainers von FC Posco bis 1992 bei. Nach dem Vorrundenaus bei der WM 1990 in Italien trat er von seinem Amt zurück. Von 1999 bis 2003 trainierte er zum letzten Mal einen Verein, die Jeonnam Dragons.
Bereits 1993 wurde Lee Hoe-taik Direktor des koreanischen Fußballverbandes, dessen Amt er bis 2003 innehatte. 2004 wurde er Vorsitzender des Technischen Komitees (bis 2005) und am 12. Mai Vizepräsident des KFA.
| Personendaten    | Personendaten                               |
| ---------------- | ------------------------------------------- |
| NAME             | Lee, Hoe-taik                               |
| ALTERNATIVNAMEN  | Lee, Hoi-Taek; Lee, Hwoi-Taek; Lee, Ho-Taik |
| KURZBESCHREIBUNG | südkoreanischer Fußballspieler und -trainer |
| GEBURTSDATUM     | 11. Oktober 1946                            |
| GEBURTSORT       | Gimpo                                       |